# Omacha (distrito)
O distrito peruano de Omacha é um dos 9 distritos da Província de Paruro, situada no Departamento de Cusco, Peru.

## Transporte
O distrito de Omacha é servido pela seguinte rodovia:
- CU-129, que liga o distrito de Livitaca à cidade de Accha[1][2][3]